# 苦味剤
苦味剤（にがみざい、Bitterant）は、製品に添加して、匂いや味に苦味を与える化学物質である。通常、毒物を摂取や吸入させないための嫌悪剤として用いられる。

## 利用例
- エタノールへの苦味剤の添加は、製品を変性させる。
- フランスやオレゴン州等では子供やペットが食べてしまわないように不凍液に添加されることがある[1]。
- 悪用を防止するため、エアダスターにはしばしば苦味剤が添加されるが、合法的な利用者にとっては問題となることがある。苦味剤は、空気中に耐え難い苦味を残すだけではなく、スクリーンやキーボード等にも苦い残渣を残し、手等に移ることがある。

## 苦味剤の例
- デナトニウム[2]
- スクロースオクタアセタート
- クェルセチン
- ブルシン
- クァシン